# 空海 (映画)
『空海』（くうかい）は、1984年（昭和59年）4月14日公開の日本映画。カラー、ビスタサイズ、ドルビーステレオ、映倫番号：111185。

## 概要
弘法大師空海入定1150年を記念して全真言宗青年連盟映画（以下、全青連）製作本部が東映と提携して製作。真言宗は50年ごとに一大布教活動を展開しており、本作品もその一環となった。全青連が映画公開前に前売り券200万枚を完売させ、これが総額で20億円とも、24億円ともいわれ、公開前から大きな興行保障を実現させた。この影響もあって総製作費には12億円の巨費が投ぜられ、当時のままの遣唐使船を建造した他、空海が密教を授けられた地である中国西安に大ロケーションが敢行された。

## キャスト
- 空海：北大路欣也
- 最澄：加藤剛
- 薬子：小川真由美
- 玉寄：上月左知子
- 真魚：松岡章夫
- 真魚の兄：立花一男
- 橘逸勢：石橋蓮司
- 藤原葛野磨：成田三樹夫
- 石川道益：大場順
- 菅原清公：伊東達広
- 高階遠成：大林丈史
- 藤原縄主：滝田裕介
- 式子：菱谷広子
- 悦々：室田日出男
- 房女：真行寺君枝
- 藤原仲成：原田樹世土
- 伊豫親王：佐藤仁哉
- 真如：宮崎達也
- 泰範：佐藤佑介
- 智泉：福田勝洋
- 実恵：御木本伸介
- 勤操：伊沢一郎
- 徳一：辻萬長
- 永忠：菅貫太郎
- 田中浩
- 芦川よしみ
- 野口貴史
- 大島宇三郎
- きくち英一
- 海一生
- 堀越大史
- 津奈美里ん
- 韓焱
- 管宗祥
- シャム・ディ・アロラ
- 平城天皇：中村嘉葎雄
- 嵯峨天皇：西郷輝彦
- 佐伯田公：西村晃
- 桓武天皇：丹波哲郎
- 阿刀大足：森繁久彌

## スタッフ
- 監督：佐藤純彌
- 製作：岡田茂、高岩淡、中村義英
- 企画：全真言宗青年連盟
- プロデューサー：上村正樹、坂上順、佐藤雅夫、斉藤一重
- 脚本：早坂暁
- 企画協力：創映
- 原案協力：上村征樹
- 音楽監督：ツトム・ヤマシタ
- 撮影：飯村雅彦
- 美術：井川徳道、内田欣哉、今井高端
- 録音：平井清重
- 整音：荒川輝彦
- 照明：金子凱美
- 編集：市田勇
- 監督補佐：土橋亨
- 進行主任：野口忠志
- 記録：石田照
- 装置：野尻裕、梶谷信男
- 装飾：西田忠男
- 背景：西村三郎
- 衣裳：森護、松田孝
- 美粧結髪：東和美粧
- 特技：宍戸大全
- 擬斗：上野隆三
- 衣裳風俗考証：井筒雅風
- 梵字：児玉義隆
- 題字：益川進
- 音楽：ポール・バックマスター、玉木宏樹
- 演奏：ツトム・ヤマシタ&ミューズ・オーケストラ
- 音楽プロデューサー：永田ヨーコ、高桑忠男
- 音楽ディレクター：友野久夫
- ミキサー：伊豫部富治
- 音楽制作：BACコーポレーション
- 監督助手：南光、佐藤晴夫
- 宣伝：茂木俊之、小田和治
- 製作宣伝：丸國艦
- 演技事務：藤原勝
- (株)特撮研究所
  - 操演：鈴木昶、白熊栄次
  - 美術：大澤哲三、松原裕志
  - 撮影：高橋政千
  - 制作：鈴木豊
- 特撮スタッフ
  - 照明：岡本洋治
  - 助監督：苫米地祥宏
  - 記録：中野保子
  - 火薬：久米攻、大平火薬
  - 協力：東宝映像株式会社
  - 記録：中野保子
  - 視覚効果：宮西武史
- 中国ロケーション
  - 助監督：鈴木秀雄
  - コーディネイト：大友泰一、張燕琴
- 特撮監督：矢島信男
- 協力：東光徳間、岡村造船所、日本IBM、太平洋学会、高野山大学、琴平グランドホテル、井筒法衣店、田中伊雅佛具店、東映俳優センター、東映京都美術センター
- 後援：真言宗各派総大本山会、真言宗布教連盟、四国八十八ヶ所霊場会
- 推薦：全日本佛教会、全日本佛教青年会
- 長谷寺、仁和寺、智積院、大覚寺、醍醐寺、金剛峯寺、教王護国寺、善通寺、隨心院、川崎大師、西新井大師、最上寺、弥勒寺、観心寺、高貴寺、高福院、本覚院、唐招提寺、東福寺、萬福寺、春日大社、延暦寺、三井寺、金剛輪寺、西明寺、天台宗
- 配給：東映

## 製作
本作品の製作クレジットは高岩淡、中村義英とするものが多いが、実質は岡田茂東映社長と全青連である。高岩・中村は、それぞれ資金を分担した東映と全青連からそれぞれ組織の代表者として名を連ねているだけである。またプロデューサーとしてクレジットされている上村正樹、坂上順、佐藤雅夫、斎藤一重のうち、上村は全青連、他の3人は東映の社員で、それぞれ所属する組織が企画立案した作品の製作現場に配属された形となっている。その仕事はシナリオ作成時にブレーンとして参加し、そのシナリオに基づいて予算を組み、その枠内でスタッフと契約、俳優の出演交渉をし、対外折衝や製作時に起こる種々の問題処理を行うものであった。

### 企画
1980年に真言宗の十八本山の若手僧侶が全青連を組織し、その統一見解として空海の映画を作りたいと製作が始まった。

### 監督
岡田裕介が監督に増村保造を迎え、脚本・早坂暁で製作を進め、1982年夏に監督・増村保造、主演・北大路欣也と最初の製作発表があった。しかし早坂が体調を崩し入院し、脚本が遅れたため、他のキャスティングができなかった。当初は1982年秋に撮影を開始し、1983年7月に中国ロケを行い、8月に撮影を終了させ、1984年4月14日に公開するという予定であった。しかし1982年中に撮影に入れず、今度は1983年5月クランクインと報道もされ、この時も監督・増村保造と発表していたが、クランクインされず。実際は増村は1982年に降りたと見られ、佐藤純彌が東映京都撮影所で1982年12月から1983年1月の間に『人生劇場』を撮っているときに、岡田茂東映社長に急に呼び出され、「お前、『空海』やれ」と言われ「はあ？」と監督を交代した、と佐藤は話している。中国ロケがあることなど諸般の事情で佐藤に変更になったといわれる。

### 脚本
早坂は当初、「"空海、七つの冒険"みたいなことをやろうか」と構想を立てていたが、体調を崩したこともあり、なかなか脚本が上がらず、佐藤らで司馬遼太郎原作の『空海の風景』を基本にして脚本の枠をまとめた。全青連の中村義英本部長は「映画とはいえ、おもしろおかしくては困りますので、私たちも製作に関わらせていただいております」と牽制、脚本の段階で「あまり生なましい表現は避けてほしい」「全面的に削除して下さい」などの要請があった。

### キャスティング
主役は最初に勝新太郎が挙がっていたが、「空海を演じる人は身辺のきれいな人。いろんな先入観を持たれている人では困る」との要望が全青連から出され、主役は北大路欣也になった。勝は当時、"事件屋"のイメージが付いていた。妖しくも絢爛たる炎の女・薬子を演じるのは小川真由美。当初の脚本では男女の営みも面白く書き込んであり、小川はそこが気に入っていたが、スポンサーの意向でカットされたという。

### 撮影
プロデューサーの坂上順が空海と同郷で、空海の知識もあり、ロケハンなど精力的に動いた。遣唐使船も一隻だけだが一億円かけて実寸大のものを製作した。
1983年7月14日、クランクイン。9月9日第一期撮影が終了。その後、佐藤監督らが1か月に渡り、中国でロケハンとエキストラなどの協力依頼を行う。岡田茂が中国に顔の効く徳間康快に頼み、徳間が中国ロケを側面サポートした。
中国ロケは1983年11月中旬から12月中旬を予定した。中国ロケでは外貨が欲しい中国政府からエキストラのギャラをふっかけられた。また中国ロケを取材するため訪中したジャーナリストたちが1日2回、友誼商店という外国人向けのおみやげ店に案内され辟易した。

### 編集など
佐藤がエンディングロールの途中でお客に席を立たれるのが悔しくて、オープニングクレジットを今日の映画のエンディングロールと同じくらい長くしている。映画も約3時間と長く、初公開時は途中休憩を挟んだ。

## 宣伝
全青連は口も出すがその分カネも用意し、前売り券200万枚を東映に印刷するよう指示し、その全てを引き受け、映画公開までに全て売り切った。東映宣伝部では「マッコウ臭い宗教映画としてではなく、日本版『十戒』、『ジーザス・クライスト・スーパースター』として見て頂きたい。文部省選定前ですから学校にもチケットを買ってもらっています」と吹聴したが、東映は「早くも驚異の前売200万枚突破!」と新聞一面を割いて大広告を打った。また全国600の書店とタイアップし「空海とマンダラ宇宙」ブックフェアを開催。この時よく売れたのが陳舜臣作の『曼陀羅の人』（上下巻）で、2冊で10万部を突破した。出版したTBSブリタニカでは「宗教書というより、空海を日本最初の国際人として捉えているので経済ビジネス関係の本の読者層とも合致した」と話した。本作品の影響で空前の"空海ブーム"が興った。
弘法大師空海入定1150年を記念する遠忌が1984年4月1日に高野山の本山で行われることに合わせ、東京都八王子の高尾山薬王院（真言宗）で1984年3月30日夜、『空海』のヒットを祈願し、真言宗僧侶40名による読経と映画の音楽を担当したツトム・ヤマシタの奏でるシンセサイザーにレーザー光線を駆使した一大供音法要イベントが開催された。薬王院がこうしたイベントに本堂や本社を開放したのは開山（天平16年（744年）以来初めてで、費用1000万円。

## 興行
本作品が公開された時期は、映画各社ともゴールデンウィーク前の捨て週間に当たり、成績が良ければゴールデンウィーク興行に雪崩れ込むが、小松左京が並々ならぬ情熱を傾けた東宝の大作『さよならジュピター』は7億円の大赤字を出し上映打ち切り、中井貴一のカーレースが売物の『F2グランプリ』に差し替えられたがこちらも大コケした。松竹の清張ミステリー『彩り河』も同様に成績不振で、"ゴールデン改め、ゴースト週間"などと揶揄されたが、『空海』は唯一大ヒットを記録した。岡田東映社長が「これぞ社運を賭けた大作。最低でも配収18億円は堅い」と豪語。
しかし全青連が前売り券を売り切ったのが大ヒットの理由で「東映の岡田商法」などという陰口が出た。興行収入は16億円を挙げ、この年の日本映画4位の大ヒット。前売り200万枚の完売だと単純計算では24億円の売り上げであり、総製作費が12億円のため（宣伝費を合わせて13億円）、黒字はもっと出たといわれる。

## 評価
- 『週刊平凡』1984年6月15日号「五ツ星採点表」、白井佳夫「なるべく人間的な宗教映画にしようと苦心しているが、結局は聖人伝記映画になった（6点／10点満点）」、藤枝勉「上映時間3時間という長さはそれほど感じないが、上段の構えに終始し、緩急に欠ける（7点／10点満点）」、渡辺祥子「わかりやすい歴史のお勉強。空海と最澄のホモっぽい争い（失礼！）には笑いました（6点／10点満点）」[24]。
- 本作品は2018年現在も真言宗の教材として使われているという[11]。

## 逸話
前述のように早坂が体調を崩し1年たっても脚本が出来ず、『人生劇場』のオールラッシュを観るため京都に来た岡田がプロデューサーの坂上順と岡田裕介を呼びつけ「お前ら、何やってんだ。早坂代えろ ! 」と怒鳴りつけた。坂上は「この映画の脚本には膨大な資料調べを必要ですし、脚本家を今から代えるのは時間的に無理です。それに『空海』は四国生まれの早坂さんしか書けないと思います」と言い返した。すると岡田は「お前は早坂のマネージャーか! 俺は会社を背負っているんだ。お前が腹切ったって、会社は助からんのだ。辞めちまえ! 」と一喝し部屋から出て行った。坂上は縮み上がった。4か月後、早坂の脚本が完成し映画も大ヒット。岡田から早坂と坂上に「一緒に飯を食おう」と声がかかった。坂上はクビを言い渡されたのも同然だったので狐につままれた思いで、お店に出向くと岡田から「坂上君、今度は君と喧嘩したことが良かったな」と言われた。喧嘩は相手を認めなければ出来ないことだから、岡田の「喧嘩した」の一言を、坂上は「お前をプロデューサーとして認めてやるよ」と最大限拡大解釈し、今までプロデューサーを続けてこられたと思っている、人の心を掴む人間性が岡田さんの魅力でした、と述べている。
北大路欣也は役作りのため高野山真言宗の僧侶として得度出家をし、四度加行を行い、不動護摩法の資格を取得した。
小川真由美は真言宗の尼僧として得度した。剃髪はしておらず、本人は女優業をやめたつもりではないとのことである。

## 漫画
劇場公開にあわせて漫画『空海』が発表されている。画：中島徳博、作：早坂暁。ISBN 9784088581217

## サウンドトラック
- 「交響詩ツトム・ヤマシタ "Sea and Sky"」「空海」 ビクター音楽産業

## ネット配信
東映シアターオンライン（YouTube）：2023年12月1日21:00（JST） - 同年同月15日20:59（JST）